# Lintlhof
Lintlhof is een gehucht in de Duitse gemeente Riedenburg, deelstaat Beieren.